# يوانيس بابابيترو
يوانيس بابابيترو (باليونانية: Ιωάννης Παπαπέτρου)‏ مواليد 30 مارس 1994 في باتراس، هو لاعب كرة سلة محترف يوناني بدأ مسيرته الاحترافية في سنة 2013 ويحمل الرقم 6. يبلغ طوله 6 قدم 9 بوصة (2.1 م). يلعب مع نادي أولمبياكوس لكرة السلة.

## روابط خارجية
- يوانيس بابابيترو على موقع الاتحاد الدولي لكرة السلة (الإنجليزية)
- يوانيس بابابيترو على موقع الدوري الأوروبي لكرة السلة (الإنجليزية)
- يوانيس بابابيترو على موقع كرة السلة الأوروبية.كوم (الإنجليزية)
- يوانيس بابابيترو على موقع DraftExpress.com (الإنجليزية)
- يوانيس بابابيترو على موقع كلية كرة السلة في سبورتس رفرنس.كوم (الإنجليزية)
- يوانيس بابابيترو على موقع ريلجم (الإنجليزية)
- يوانيس بابابيترو على موقع بروبوليرز (الإنجليزية)
- يوانيس بابابيترو على موقع سبورتس رفرنس (الإنجليزية)